# Brundall
Brundall är en ort och civil parish i Storbritannien.   Den ligger i grevskapet Norfolk och riksdelen England, i den sydöstra delen av landet, 160 km nordost om huvudstaden London. Brundall ligger 21 meter över havet och antalet invånare är 5 962.
Terrängen runt Brundall är platt. Runt Brundall är det ganska tätbefolkat, med 124 invånare per kvadratkilometer. Närmaste större samhälle är Norwich, 9,2 km väster om Brundall. Trakten runt Brundall består till största delen av jordbruksmark.